# Ligue nationale de cyclisme
La Ligue nationale de cyclisme (LNC) est une association qui a pour mission d'assurer la gestion et la coordination de l'ensemble des activités cyclistes à caractère professionnel, par délégation de la Fédération française de cyclisme.

## Rôle
La LNC a pour vocation de défendre l'intérêt supérieur du cyclisme, qui se définit comme prenant en compte tout ou partie des éléments suivants :
- La protection de l'intégrité physique des coureurs professionnels
- La garantie de l'équité et de l'éthique sportive individuelle et collective
- La défense des valeurs et promotion de l'image du cyclisme
- La sauvegarde de l'agrément ou de la délégation ministérielle dont bénéficie la FFC.

## Histoire

### 1989 – 2007: Naissance et développement de la L.C.P.F.
La Ligue du Cyclisme Professionnel Français a été créée en 1989 et a été successivement présidée par Richard Marillier (1989 – 1991), Roger Legeay (1992 – 1999), Yvon Sanquer (2000 – 2002) et Thierry Cazeneuve (2003 – 2007). Placée sous l'égide de la Fédération française de cyclisme (FFC), sa mission première, gérer le cyclisme professionnel français, lui a permis de mettre en œuvre un certain nombre de réalisations importantes :
- La création de la Coupe de France de cyclisme sur route qui fédère, depuis 1992, des épreuves d'un jour.

Diverses actions au bénéfice des coureurs : création d'un fonds de garantie de paiement des prix de course, organisation et gestion de la caisse de secours des coureurs professionnels, une politique d'aide à la reconversion des coureurs, menée de concert avec la Fédération et le syndicat des coureurs (U.N.C.P).
- La mise en place d'un contrôle juridique et financier sur les équipes.
- La lutte pour la protection de la santé des coureurs et contre le dopage ainsi que la contribution au financement d'une médecine d'aptitude indépendante.
- L'aide à la diffusion des épreuves de la Coupe de France de cyclisme sur route via un partenariat avec Eurosport, diffuseur officiel de la Coupe de France de cyclisme sur route et une collaboration avec les chaînes régionales de France 3. Cette exposition télévisuelle contribue à la mise en valeur de la base du cyclisme professionnel français et complète la couverture traditionnelle des évènements majeurs du calendrier hexagonal.

### 2008 – 2009: La L.N.C devient indépendante
En septembre 2008, la L.C.P.F est devenue une entité juridiquement et financièrement indépendante et a pris le nom de Ligue Nationale de Cyclisme (LNC). Son premier Président est Marc Madiot, ancien coureur professionnel et actuel manager de l'équipe FDJ.
La LNC est administrée par un conseil d'administration composée de 4 représentants d'organisateurs de course élite, 2 représentants des structures organisatrices ce Cyclo-cross et Critériums professionnels, 4 représentants des équipes cyclistes professionnelles, 4 représentants des coureurs cyclistes, 2 représentants de la FFC désignés par cette dernière et de 2 personnalités qualifiées élues par l'assemblée générale de la LNC. Le président de la FFC et le DTN participent avec voix consultatives aux réunions du conseil d'administration.
La LNC a décidé de :
- placer l'amélioration de l'image du cyclisme professionnel et des coureurs au premier plan des priorités, et par conséquent tout faire pour lutter contre le dopage ;
- promouvoir un cyclisme où l'élite et la base restent solidaires, et qui respecte la richesse de son histoire. Ses missions sont détaillées dans ses Statuts, précisées par la convention avec la FFC et complétées par l'annexe financière.

## Présidents successifs

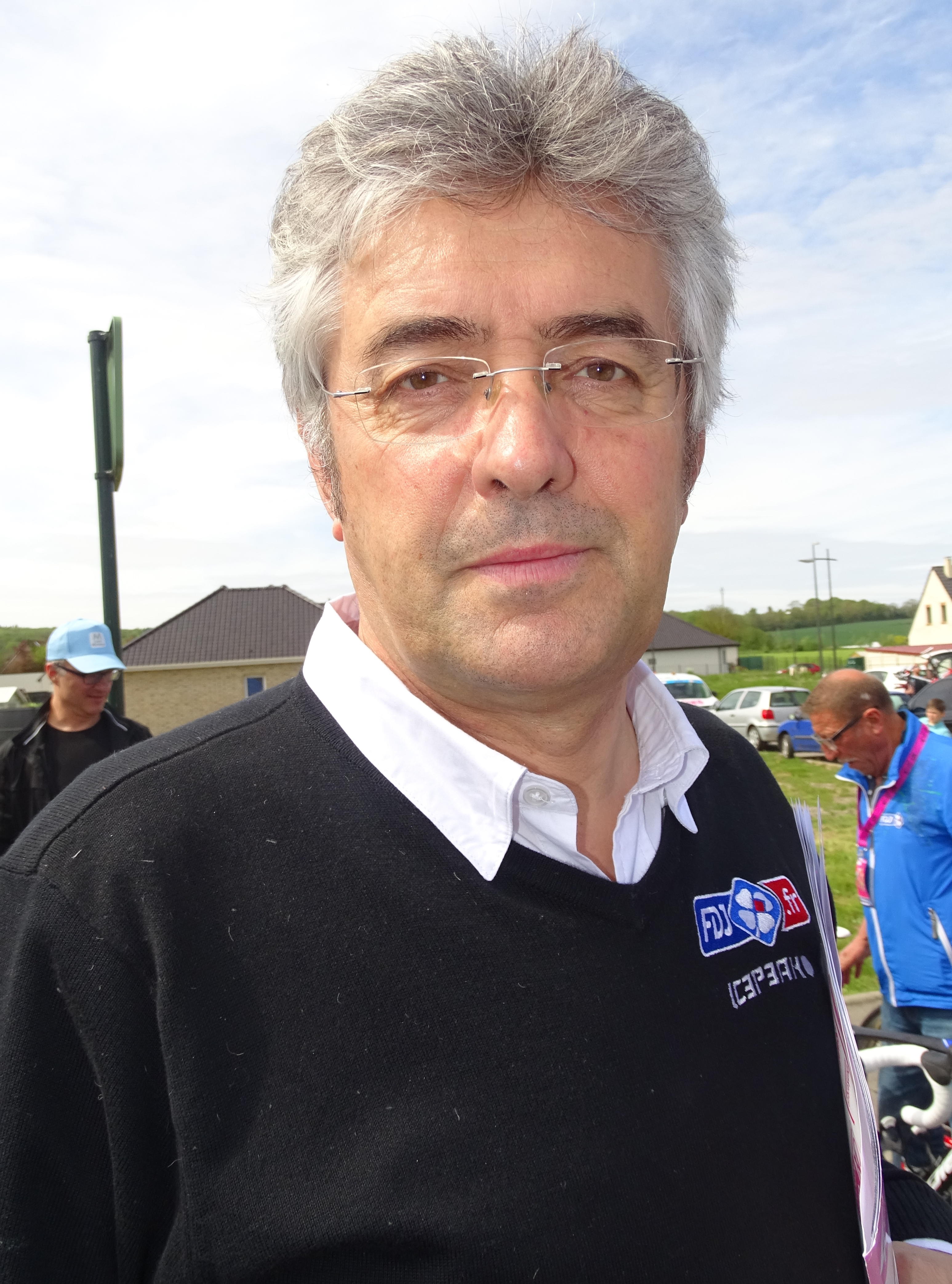
Marc Madiot, président de la LNC entre 2008 et 2020

- ??/??/1989 – ??/??/1991 : Richard Marillier
- ??/??/1992 – ??/??/1999 : Roger Legeay
- ??/??/2000 – ??/??/2002 : Yvon Sanquer
- ??/??/2003 – ??/??/2007 : Thierry Cazeneuve
- 26 juin 2008 – 4 décembre 2020 : Marc Madiot
- Depuis le 4 décembre 2020 : Xavier Jan[1]

## Conseil d'administration et bureau exécutif

### Élus lors de l’assemblée constitutive du26 juin 2008àSemur-en-Auxois
- Conseil d'administration
  - Représentants de la FFC : Stéphane Heulot, Patrice Roy
  - Représentants des groupes cyclistes professionnels : Joël Blévin, Cyrille Guimard, Vincent Lavenu et Marc Madiot
  - Représentants des structures organisatrices de cyclisme sur route : Jean Bodart, Thierry Cazeneuve, Jean-Luc Pernet, Jean-François Pescheux, Christian Prudhomme[Note 1]
  - Représentants des structures organisatrices de critériums professionnels : Daniel Brion, Jacques Chovogeon
  - Représentants des coureurs élites professionnels : Christophe Agnolutto, Pascal Chanteur, Jean-Claude Cucherat, Xavier Jan (U.N.C.P.)
  - Personnalité qualifiée : Christian Kalb
- Bureau exécutif
  - Président : Marc Madiot
  - Vice-président : Christian Prudhomme
  - Vice-président délégué : Christian Kalb
  - Secrétaire général : Jean-François Pescheux
  - Trésorier : Xavier Jan
  - Représentant de la FFC : Stéphane Heulot
  - Représentant des groupes cyclistes professionnels : Vincent Lavenu
  - Représentant des structures organisatrices de cyclisme sur route : Jean Bodart
  - Représentant des structures organisatrices de critériums professionnels : Jacques Chovogeon
  - Représentant des coureurs élites professionnels : Pascal Chanteur

### Élus lors de l’assemblée générale du14 décembre 2012
- Conseil d'administration
  - Représentant de la FFC : Christian Doucet, Patrice Roy
  - Représentant des groupes cyclistes professionnels : Vincent Lavenu, Marc Madiot et Yvon Sanquer
  - Représentant des structures organisatrices de cyclisme sur route : Michel Brutinot, Alain Clouet, Thierry Gouvenou, Jean-Luc Pernet et Christian Prudhomme[Note 1]
  - Représentant des organisateurs de cyclo-cross et de critériums : Francis Cantournet et Hubert Louvet
  - Représentant des coureurs élites professionnels : Christophe Agnolutto, Pascal Chanteur, Jean-Claude Cucherat et Xavier Jan (U.N.C.P.)
  - Personnalité qualifiée : Christian Kalb
  - Participants (voix consultative) : Isabelle Gautheron (DTN), David Lappartient (président FFC), Armand Mégret (médecin fédéral).

Le 1er mars 2013, Michel Bergeat remplace Christian Doucet en tant que représentant de la FFC. Le 23 mars 2013, Dominique Serrano, président du Grand Prix de Denain, et Joël Blévin, manager général de l'équipe Bretagne-Schuller intègre le conseil d'administration. Dominique Serrano remplace Michel Brutinot. En juin 2013, Vincent Jacquet succède à Isabelle Gautheron au poste DTN et fait ainsi son entrée dans le conseil d'administration. À la fin de la saison 2013, Joël Blévin quitte son poste de manager général de l'équipe Bretagne-Schuller et ne peut plus par conséquent être représentant des groupes cyclistes professionnels. Il est remplacé à ce poste par son successeur au sein de l'équipe Bretagne-Schuller, Emmanuel Hubert.
En décembre 2014, c'est au tour de Roland Montenat, président et organisateur de la Route Adélie de Vitré, de faire son entrée au conseil d'administration en tant que représentant des structures organisatrices de cyclisme sur route à la place de Jean-Luc Pernet.
- Bureau exécutif
  - Président : Marc Madiot
  - Vice-président : Christian Prudhomme
  - Vice-président délégué : Christian Kalb
  - Secrétaire général : Alain Clouet
  - Trésorier : Xavier Jan
  - Représentant de la FFC : Christian Doucet
  - Représentant des groupes cyclistes professionnels : Vincent Lavenu
  - Représentant des structures organisatrices de cyclisme sur route : Thierry Gouvenou
  - Représentant des organisateurs de cyclo-cross et de critériums : Hubert Louvet
  - Représentant des coureurs élites professionnels : Pascal Chanteur
  - Participants (voix consultative) : Isabelle Gautheron (DTN), David Lappartient (président FFC), Armand Mégret (médecin fédéral).

En mars 2013, Michel Bergeat remplace Christian Doucet en tant que représentant de la FFC. En juin 2013, Vincent Jacquet remplace Isabelle Gautheron au poste de DTN de la FFC.

### Élus lors de l’assemblée générale endécembre 2016
- Conseil d'administration
  - Représentant de la FFC : Michel Bergeat et Patrice Roy
  - Représentant des groupes cyclistes professionnels : Emmanuel Hubert, Vincent Lavenu, Marc Madiot et Yvon Sanquer
  - Représentant des structures organisatrices de cyclisme sur route : Alain Clouet, Thierry Gouvenou, Roland Montenat, Christian Prudhomme et Dominique Serrano
  - Représentant des organisateurs de cyclo-cross et de critériums : Francis Cantournet et Hubert Louvet
  - Représentant des coureurs élites professionnels : Christophe Agnolutto, Pascal Chanteur, Jean-Claude Cucherat et Xavier Jan (U.N.C.P.)
  - Personnalité qualifiée : Christian Kalb
  - Participants (voix consultative) : Vincent Jacquet (DTN), David Lappartient (président FFC), Armand Mégret (médecin fédéral).

En mars 2017, Gilles Da Costa et Ludovic Sylvestre remplacent Michel Bergeat et Patrice Roy en tant que représentant de la FFR au sein du conseil d'administration. Parmi les participants avec des voix consultatives, Michel Callot remplace David Lappartient au poste de président FFC tandis que Vincent Jacquet, non conservé au poste de DTN, sera bientôt remplacé également.
- Bureau exécutif
  - Président : Marc Madiot
  - Vice-président : Christian Prudhomme
  - Vice-président délégué : Pascal Chanteur
  - Secrétaire général : Alain Clouet
  - Trésorier : Xavier Jan
  - Représentant de la FFC : Michel Bergeat
  - Représentant des groupes cyclistes professionnels : Vincent Lavenu
  - Représentant des structures organisatrices de cyclisme sur route : Thierry Gouvenou
  - Représentant des organisateurs de cyclo-cross et de critériums : Francis Cantournet
  - Représentant qualifié de la FFC : Christian Kalb
  - Participants (voix consultative) : Vincent Jacquet (DTN), David Lappartient (président FFC), Armand Mégret (médecin fédéral).

En mars 2017, Ludovic Sylvestre remplace Michel Bergeat en tant que représentant de la FFR au sein du bureau exécutif. Parmi les participants avec des voix consultatives, Michel Callot remplace David Lappartient au poste de président FFC tandis que Vincent Jacquet, non conservé au poste de DTN, est lui remplacé par Christophe Manin.

### Élus lors de l'assemblée générale endécembre 2020
- Conseil d'administration
  - Représentant de la FFC : Mélanie Briot, Gilles Da Costa, Marc Tilly
  - Représentant des groupes cyclistes professionnels : Vincent Lavenu, Marc Madiot, Cédric Vasseur
  - Représentant des structures organisatrices de courses sur route : Alain Clouet, Thierry Gouvenou, Bernard Machefer, Christian Prudhomme, Dominique Serrano
  - Représentant des structures organisatrices de critériums professionnels : Francis Cantournet, Hubert Louvet
  - Représentant des coureurs élites professionnels : Christophe Agnolutto, Pascal Chanteur, Jean-Claude Cucherat, Xavier Jan
  - Personnalité qualifiée : Michel Ferrant
  - Participants (voix consultative) : Michel Callot (président FFC), Christophe Manin (DTN).
- Bureau exécutif
  - Président : Xavier Jan
  - Vice-président : Christian Prudhomme
  - Vice-président : Pascal Chanteur
  - Vice-président délégué : Marc Madiot
  - Secrétaire général : Alain Clouet
  - Trésorier : Michel Ferrant
  - Représentant de la FFC : Marc Tilly
  - Représentant des groupes cyclistes professionnels : Vincent Lavenu
  - Représentant des structures organisatrices de courses sur route : Thierry Gouvenou
  - Représentant des structures organisatrices de critériums professionnels : Francis Cantournet
  - Représentant des coureurs Elites professionnels : Jean-Claude Cucherat
  - Participants (voix consultative) : Michel Callot (président FFC), Christophe Manin (DTN).